# Catherine Plaisant
Catherine Plaisant, née le 26 mai 1957, est une chercheuse en informatique française, directrice adjointe de la recherche au laboratoire d'interaction homme-machine de l’université du Maryland.

## Biographie
Catherine Plaisant termine son doctorat en génie industriel à l’université Pierre-et-Marie-Curie à Paris en 1982. Elle a également obtenu un diplôme d'ingénieur des Arts et Métiers ParisTech. 

## Recherche
Après cinq ans au Centre mondial informatique et ressource humaine à Paris, Catherine Plaisant rejoint le laboratoire d’interaction homme-machine de l’université du Maryland, où elle travaille avec Ben Shneiderman.
Catherine Plaisant est connue pour ses travaux sur les interactions homme-machine et la visualisation d'informations. Elle a contribué au développement précoce des interfaces à écran tactile,. 
Plaisant a également contribué au développement des logiciels Treemap et Lifelines. Ses travaux actuels portent sur des outils d'analyse visuelle permettant d'explorer les modèles de séquences d'événements temporelles, avec des projets tels que LifeLines 2  et EventFlow  qui permettent aux analystes de rechercher des modèles dans de grandes bases de données de dossiers de patients, d'étudiants ou de clients. 
Catherine Plaisant a été élue à la CHI Academy de l’Association for Computing Machinery (ACM) en 2015 pour sa contribution au domaine d'étude de l’interaction homme-machine. En 2020, elle a reçu le Lifetime Service Award,.
Son travail a été cité plus de 23 000 fois.

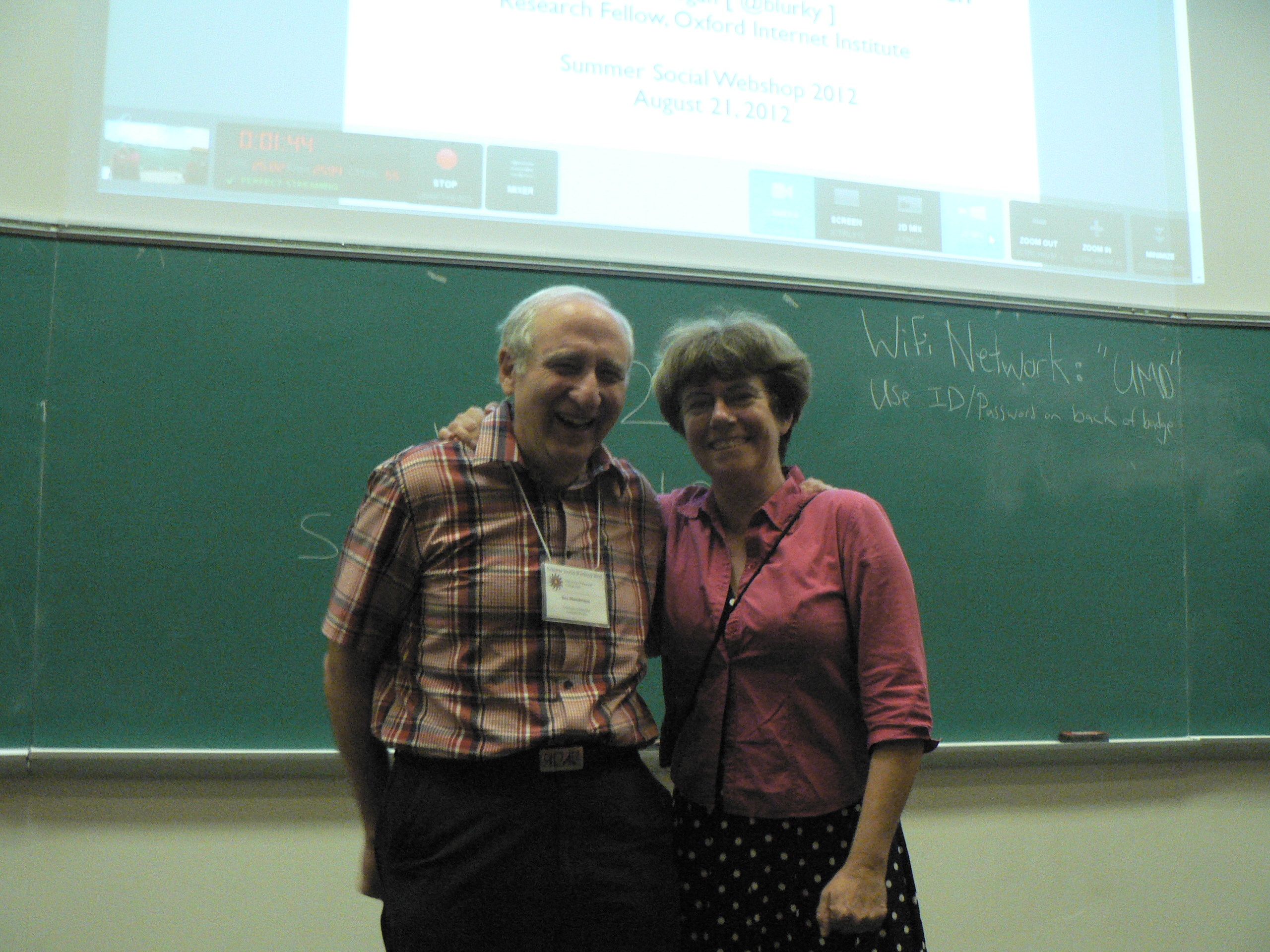
Ben Shneiderman and Catherine Plaisant at the Summer Social Webshop 2012, University of Maryland

## Publications
- Ben Shneiderman et Catherine Plaisant, Designing the User Interface : Strategies for Effective Human-Computer Interaction: International Edition, Pearson, 2010, 5e éd., 606 p. (ISBN 978-0-321-53735-5)

## Crédits d’auteur
- (en) Cet article est partiellement ou en totalité issu de l’article de Wikipédia en anglais intitulé « Catherine Plaisant » (voir la liste des auteurs).